# Harpinia clivicola
Harpinia clivicola is een vlokreeftensoort uit de familie van de Phoxocephalidae. De wetenschappelijke naam van de soort is voor het eerst geldig gepubliceerd in 1961 door Watling.